# Пиблз, Энн
Энн Ли Пиблз (англ. Ann Lee Peebles; 27.4.1947, Кинлок, Миссури, США) — американская блюз и соул певица. Номинант Blues Music Awards в номинациях «Исполнительница современного блюза» (1980), «Исполнительница соул-блюза» (1997, 1998). Жена R&B-музыканта Дона Брайанта.

## Биография
Энн Пиблз родилась в Кинлоке, штат Миссури в 1947 году  седьмым из 11 детей в семье. Ещё ребёнком начала петь в церкви её отца и в семейной группе The Peebles Choir, которая регулярно открывала шоу звёзд госпел, таких как Махалия Джексон или The Soul Stirrers . В детстве на неё также оказало влияние творчество Мадди Уотерса, Мэри Уэллс и Ареты Франклин .
В 1960-е начала выступления в клубах Сент-Луиса, присоединившись вскоре к группе Оливера Сайна. В 1968 году знакомство в Мемфисе c трубачом Дженом Миллером, который представил певицу рекорд-лейблу, позволило ей подписать контракт на запись (поскольку ей не исполнилось ещё 21 года, контракт был вынужден подписывать приехавший в Мемфис отец). Первый сингл певицы «Walk Away» попал в R&B-чарт, так же, как и второй «Give Me Some Credit». Затем певица выпустила полноформатный альбом This Is Ann Peebles. В начале 1970-х Энн Пиблз по настоянию лейбла начала работу с автором песен Доном Брайантом, за которого она вышла замуж в 1974 году.. Сингл «I Can’t Stand the Rain» 1973 года и одноимённый альбом 1974 года достигли большого успеха. Джон Леннон назвал «I Can't Stand The Rain» «лучшей песней всех времён» после того, как увидел, как Пиблз исполняет её в «Трубадуре» в Лос-Анджелесе . Поп-звезда Боб Сигер назвал её четвёртой в статье Creem «16 песен, без которых я не хочу жить». Тина Тёрнер выпустила свой кавер песни, как и десятки других артистов. Мисси Эллиотт использовала его в своём хите «The Rain (Supa Dupa Fly)» 
В дальнейшем певица продолжала записываться для Hi Records, но без особого успеха. Продюсер Энн Пиблз вспоминал: «Она была девушкой с великим голосом и могла двигаться дальше…Но я не думаю, что Энн проводила много времени думая о том, что ей нужно делать. Я не думаю что она прилагала много усилий для своей карьеры, как это делают многие другие музыканты» ". После того, как Hi Records закрылась в 1979 году, не выдержав конкуренции с расцветом диско, Энн Пиблз взяла перерыв в своей карьере, к которой вернулась лишь в 1989 году. В 1992 и 1996 году она выпустила студийные альбомы, в 2006 записала альбом, содержащий акустические версии своих песен. В 2010 году отметилась в альбоме Синди Лопер Memphis Blues. В 2012 году, после инсульта прекратила выступления.
«Энн Пиблз всегда стильная, часто дерзкая, изящная, но сильная, сдержанная и эмоционально глубокая. Её образ и взгляды, отражённые в её музыке, часто колеблются, но всегда искренни, что делает её чрезвычайно проникновенной артисткой» 
«Миниатюрная певица с мощным голосом и ещё более сильным характером» 

## Дискография

### Студийные альбомы
| 1969                                                         | This Is Ann Peebles            | —   | —  | Hi Records     |
| 1971                                                         | Part Time Love                 | —   | 40 | Hi Records     |
| 1971                                                         | Straight from the Heart        | 188 | 42 | Hi Records     |
| 1974                                                         | I Can't Stand the Rain         | 155 | 25 | Hi Records     |
| 1975                                                         | Tellin' It                     | —   | 41 | Hi Records     |
| 1977                                                         | If This Is Heaven              | —   | —  | Hi Records     |
| 1979                                                         | The Handwriting Is on the Wall | —   | —  | Hi Records     |
| 1989                                                         | Call Me                        | —   | —  | Waylo          |
| 1992                                                         | Full Time Love                 | —   | —  | Bullseye Blues |
| 1996                                                         | Fill This World with Love      | —   | —  | Bullseye Blues |
| "—" альбом не попал в чарты или не был выпущен в этой стране |                                |     |    |                |

### Сборники
| Год  | Название                                                    | Рекорд-лейбл                    |
| ---- | ----------------------------------------------------------- | ------------------------------- |
| 1988 | Ann Peebles' Greatest Hits                                  | MCA                             |
| 1990 | Lookin' for a Lovin                                         | Hi Records/Demon                |
| 1992 | Sings Soul CLassics                                         | CEMA Special Markets            |
| 1992 | Greatest Hits                                               | Hi/Demon                        |
| 1995 | U.S. R&B Hits '69-'79                                       | Hi/Demon                        |
| 1995 | The Flipside of Ann Peebles                                 | Hi/Demon                        |
| 1996 | St. Louis Woman/Memphis Soul                                | Hi/Demon                        |
| 1996 | The Best of Ann Peebles: The Hi Records Years'              | The Right Stuff Records/Capitol |
| 1998 | How Strong Is A Woman: The Story of Ann Peebles (1969-80)   | Hi/Demon                        |
| 2002 | The Hi Singles A's & B's                                    | Hi/Demon                        |
| 2003 | The Complete Ann Peebles on Hi Records, Volume 1: 1969-1973 | Hi/Demon                        |
| 2003 | The Complete Ann Peebles on Hi Records, Volume 2: 1974-1981 | Hi/Demon                        |
| 2006 | Original Funk Soul Sister: The Best of Ann Peebles          | Music Club                      |

### Концертные альбомы
| Год                  | Название        | Рекорд-лейбл                  |
| -------------------- | --------------- | ----------------------------- |
| 2022 (Recorded 1992) | Live in Memphis | Memphis International Records |

### Синглы
| 1969                                                        | «Walk Away»                               | —   | 22 | —  | —  | —  |
| 1969                                                        | «Give Me Some Credit»                     | —   | 45 | —  | —  | —  |
| 1970                                                        | «Generation Gap Between Us»               | —   | —  | —  | —  | —  |
| 1970                                                        | «Part Time Love»                          | 45  | 7  | —  | 34 | —  |
| 1971                                                        | «I Pity the Fool»                         | 85  | 18 | —  | —  | —  |
| 1971                                                        | «Slipped, Tripped and Fell In Love»       | 113 | 42 | —  | —  | —  |
| 1972                                                        | «Breaking Up Somebody's Home»             | 101 | 13 | —  | —  | —  |
| 1972                                                        | «Somebody’s on Your Case»                 | 117 | 32 | —  | —  | —  |
| 1973                                                        | «I'm Gonna Tear Your Playhouse Down»      | 111 | 31 | —  | —  | —  |
| 1973                                                        | «I Can't Stand the Rain»                  | 38  | 6  | 79 | 89 | 41 |
| 1974                                                        | «(You Keep Me) Hangin' On»                | 102 | 37 | —  | —  | 54 |
| 1974                                                        | «Do I Need You»                           | —   | 57 | —  | —  | —  |
| 1974                                                        | «Until You Came into My Life»             | —   | —  | —  | —  | —  |
| 1975                                                        | «Beware»                                  | —   | 69 | —  | —  | —  |
| 1975                                                        | «Come to Mama»                            | —   | 62 | —  | —  | —  |
| 1976                                                        | «Dr. Love Power»                          | —   | 57 | —  | —  | —  |
| 1976                                                        | «I Needed Somebody»                       | —   | —  | —  | —  | —  |
| 1976                                                        | «Fill This World with Love»               | —   | 96 | —  | —  | —  |
| 1977                                                        | «If This Is Heaven»                       | —   | 64 | —  | —  | —  |
| 1978                                                        | «Old Man with Young Ideas»                | —   | 54 | —  | —  | —  |
| 1978                                                        | «I Didn’t Take Your Man»                  | —   | 55 | —  | —  | —  |
| 1979                                                        | «If You Got the Time (I’ve Got the Love)» | —   | 95 | —  | —  | —  |
| 1980                                                        | «Heartaches»                              | —   | —  | —  | —  | —  |
| 1981                                                        | «Mon Belle — Amour» (с Доном Брайантом]]) | —   | —  | —  | —  | —  |
| "—" сингл не попал в чарты или не был выпущен в этой стране |                                           |     |    |    |    |    |